# Kröller-Müller Museum

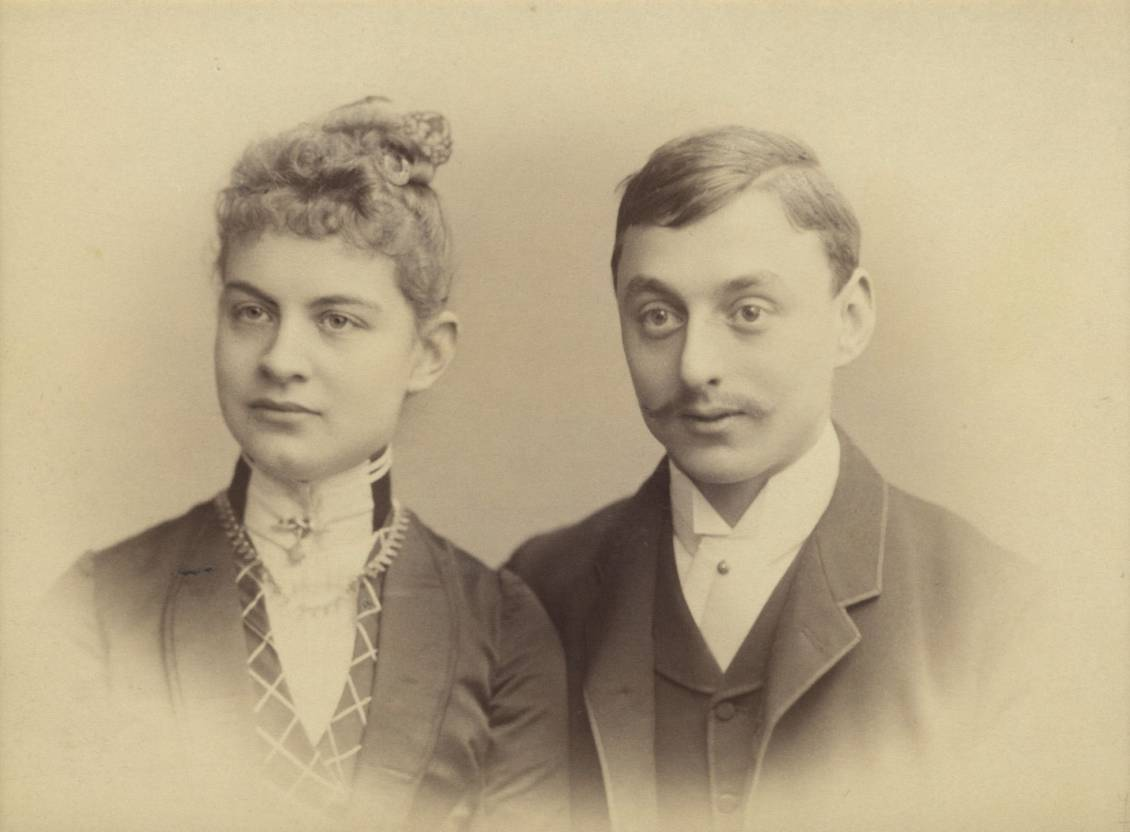
Helene Müller en Anton Kröller, ca. 1888

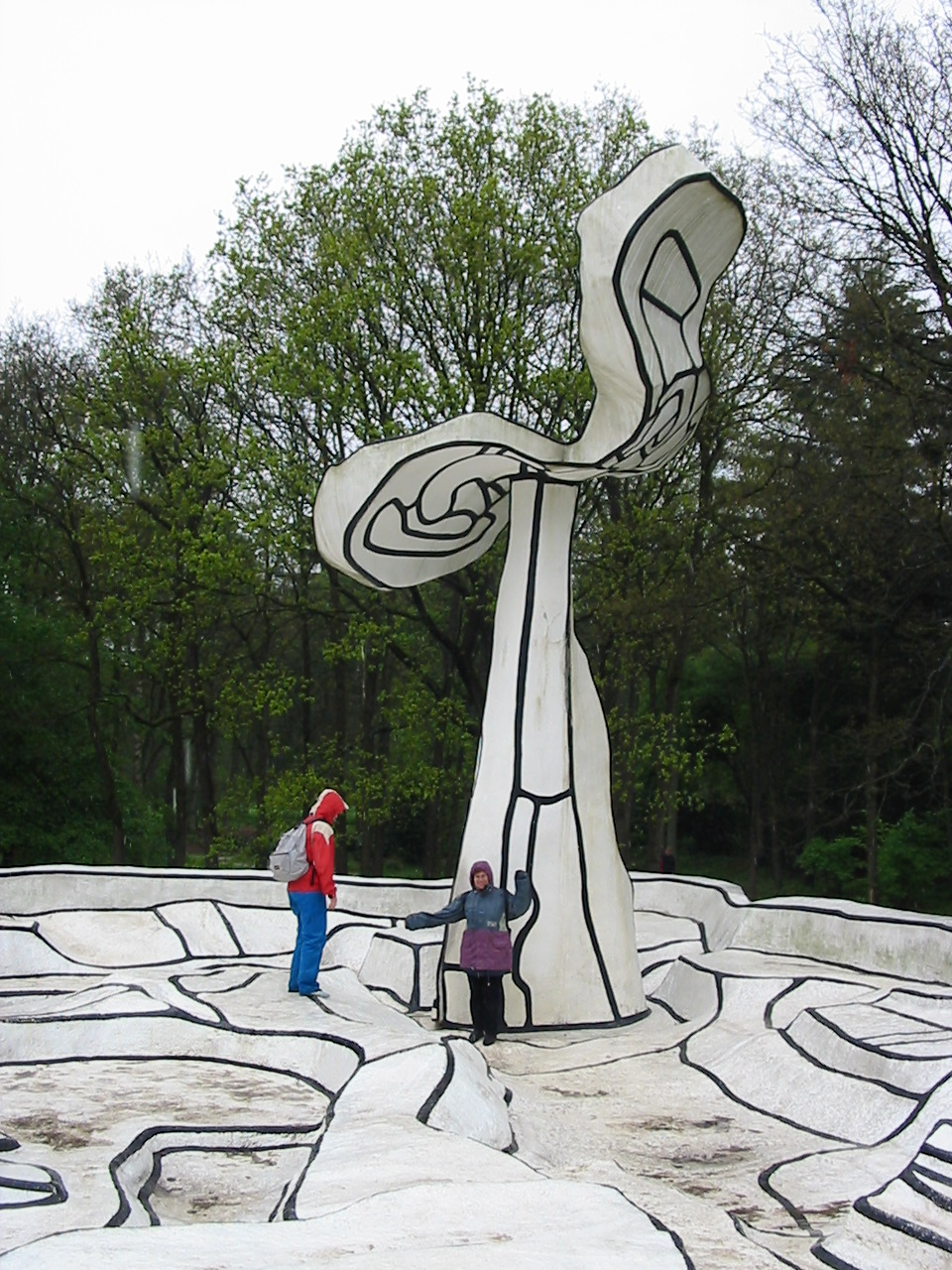
Jardin d'émail door Jean Dubuffet

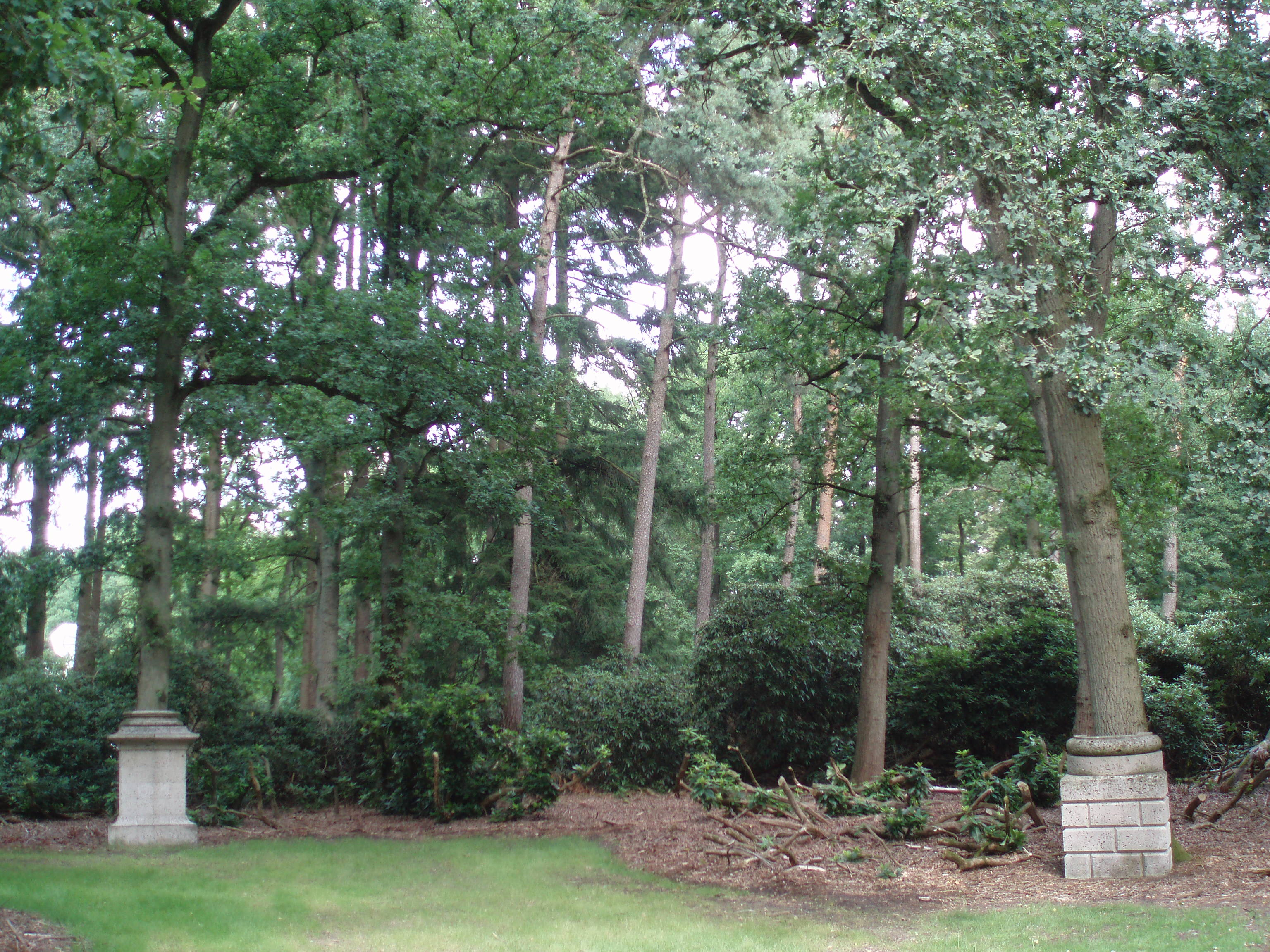
Kunstwerk Five Columns door Ian Hamilton Finlay

Het Kröller-Müller Museum is een Nederlands museum voor moderne en hedendaagse kunst, gelegen in het Nationaal Park De Hoge Veluwe te Otterlo. Het museum en het bijbehorende beeldenpark, samen circa 25 hectare, genieten internationale bekendheid. Tot 2020 trok het museum jaarlijks toenemende aantallen bezoekers uit binnen- en buitenland, met in 2019 405.428 bezoekers. Het museum kenmerkt zich onder andere door een uitgebreide collectie werken van Vincent van Gogh.

## Geschiedenis
Het museum is vernoemd naar Helene Kröller-Müller die een groot deel van de collectie bijeenbracht, daarbij geadviseerd door kunstpedagoog H.P. Bremmer.
Het werd in 1939, enige jaren na de stichting van het Nationale Park, officieel geopend als rijksmuseum. Nadat het rijk had besloten het museum, net als alle andere rijksmusea, te verzelfstandigen en de naam Rijksmuseum Kröller-Müller verviel, werd de statutaire naam van het museum Stichting Kröller-Müller Museum. Hierbij kreeg het museum een ANBI-status.

### De verzameling
Helene Kröller-Müller had sinds haar eerste aankoop in 1908 van het schilderij Hij komt van ver van Paul Gabriël, een schilderijverzameling opgebouwd, die in tegenstelling tot verzamelingen van haar tijdgenoten, moderne werken betrof.
Doordat Kröller-Müller in 1911 een zware operatie moest ondergaan, waarbij zij ervan uitging deze niet te overleven, besloot zij dat haar verzameling moest worden nagelaten aan het Nederlandse volk. Toen zij echter de operatie overleefd had, liet zij door diverse architecten, zoals Ludwig Mies, Peter Behrens en Hendrik Berlage, plannen maken voor de bouw van een museum, het Groote Museum, om daar al haar kunstwerken in onder te kunnen brengen.

### Het Groote Museum

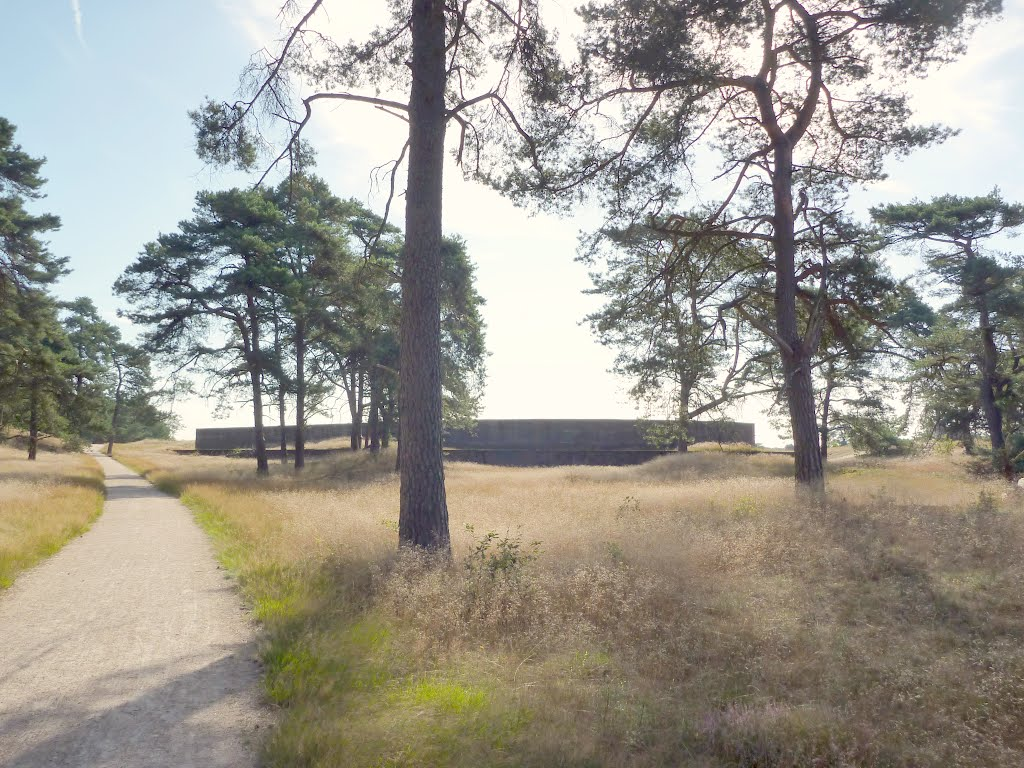
Restanten van het nooit voltooide Groote Museum

Het Groote Museum was in opdracht van de Kröllers ontworpen, in eerste instantie (in 1918) door Berlage, die ook het jachthuis op het landgoed van de familie ontwierp. De verhoudingen met Berlage verslechterden echter, waarna in 1920 de Belgische architect Henry Van de Velde in dienst werd genomen. In 1921 werd aan de voet van de Franse Berg in Hoenderloo met de bouw gestart van zijn ontwerp, het Groote Museum. Het daarvoor benodigde Maulbronner zandsteen werd per spoor aangevoerd. Door financiële tegenwind werd de aanleg van het museum stilgelegd.
Ondertussen werden door de in 1928 opgerichte Kröller-Müller Stichting op het Lange Voorhout 1 in Den Haag tentoonstellingen georganiseerd, onder andere van Isaac Israëls. Omdat het met de firma van Kröller steeds slechter ging, werd de overheid gevraagd te helpen bij de financiering van het Groote Museum. Op 26 april 1935 schonk de stichting de kunstcollectie aan de overheid die als tegenprestatie beloofde te helpen om het museumgebouw te realiseren. Ook werd het Nationaal Park De Hoge Veluwe gesticht op het landgoed van de familie, eveneens met overheidssteun.

### Den Haag
Voorlopig werd haar kunstverzameling ondergebracht in een deel van het hoofdkantoor van de firma W.H. Müller & Co. aan het Lange Voorhout 3, totdat Kröller het pand ernaast, Lange Voorhout 1, speciaal in 1913 voor de verzameling had aangekocht. Kröller-Müller richtte speciale ruimten in voor de werken van Van Gogh, voor schilders uit het pointillisme, zoals Georges Seurat, Théo van Rysselberghe en Paul Signac, en een voor Odilon Redon. Werken van Piet Mondriaan, Bart van der Leck en Juan Gris werden op de tweede etage tentoongesteld. Door nieuwe aankopen veranderde de opstelling regelmatig. Samen met Bremmer organiseerde zij tentoonstellingen die door het publiek mochten worden bezocht, tegen schriftelijke aanvraag van een bewijs van toegang. Bremmer schreef hierbij de catalogi, terwijl Kröller-Müller lezingen hield.

### Wassenaar
In 1910 kocht het echtpaar het Wassenaarse landgoed Ellenwoude aan, met het doel hier een museumhuis te bouwen. In 1916 verhuisde het echtpaar Kröller-Müller van villa 'Ten Vijver' in de Scheveningse Bosjes naar Wassenaar, waar zij in 1913 de villa Groot-Heasebroek hadden aangekocht en laten restaureren. Een speciale kunstkamer was door Berlage en Van der Lek ingericht. In 1928 is het huis gesloopt om plaats te maken voor een ontwerp in stijl van het Nieuwe Bouwen van architect Henry Van de Velde. Dit behelsde een woonhuis annex museum. Hoewel de woning in 1931 reeds werd bewoond, werden alle kunstwerken vanuit Den Haag pas eind 1933 overgebracht, waarbij het ondertussen ging om 800 schilderijen en 275 beelden. 

Vlak na de verhuizing van het echtpaar naar het door Berlage ontworpen jachtslot in Otterlo, werd villa Groot Haesebroek als Rijksmuseum Kröller-Müller voor het publiek opengesteld en fungeerde het als tussenmuseum voor het in 1938 geopende Kröller-Müller museum in Otterlo. In 1937 werd een tweede ontwerp voor een museum gemaakt, weer door Henry Van de Velde, bedoeld als 'overgangsmuseum' in afwachting van de realisatie van het Groote Museum. Villa Groot Haesebroek diende tijdens de bouw als tijdelijk 'Rijksmuseum Kröller-Müller Stichting'. Deze stichting was door het echtpaar Kröller-Müller in 1928 in het leven geroepen om de continuïteit van het museum te garanderen, en schonk in 1938 de collectie aan de Nederlandse Staat.

### Otterlo
Uiteindelijk werd de collectie schilderijen en beelden ondergebracht in het nieuwe, nog steeds bedoeld als overgangsmuseum, Rijksmuseum Kröller-Müller op het landgoed 'De Hooge Veluwe' in Otterlo. Minister Slotemaker de Bruine opende het museum op 13 juli 1938. De eerste directeur van het museum was van 1938 tot 1939 Helene Kröller-Müller. 
Door de dreiging van oorlog werd de kunstbunker Kröller-Müller gebouwd om de collectie tijdelijk bomvrij in op te slaan. Na het overlijden van Helene Kröller-Müller en het uitbreken van de Tweede Wereldoorlog is het Groote Museum nooit gerealiseerd. Het natuursteen is gebruikt voor de bouw van Erebegraafplaats Bloemendaal.
Na het overlijden van Helene Kröller-Müller werd duidelijk dat het Groote Museum er nooit zou komen en werd het 'tijdelijk museum' het definitieve Rijksmuseum Kröller-Müller.

### Uitbreidingen
In 1953 werd het museum uitgebreid met een congresvleugel en een beeldenzaal. In 1961 werd een beeldenpark aan het museum toegevoegd. Tussen 1969 en 1977 volgde een grote uitbreiding met een ontwerp van de Nederlandse architect Wim Quist, van lange gangen met veel glas, waarbij hij de relatie tussen kunst en natuur benadrukt. De uitbreiding betrof onder meer expositiezalen, depots en een nieuwe entree.
In 2005 volgde een grote renovatie met vernieuwde daglichtregulatie en andere technische voorzieningen. Er werd atelierruimte toegevoegd en het informatiecentrum kreeg een nieuwe inrichting.

## Directeuren
- 1938-1939: Helene Kröller-Müller
- 1947-1963: Bram Hammacher
- 1963-1990: Rudi Oxenaar
- 1990-2011: Evert van Straaten
- 2011-2023: Lisette Pelsers
- 2023- : Benno Tempel[7]

## Collectie
Het museum heeft een wereldberoemde collectie schilderijen en tekeningen van de kunstenaar Vincent van Gogh. Daarnaast is er een rijke collectie moderne en hedendaagse kunst waaronder ruim 400 werken (internationale avant-garde uit de jaren 60 tot heden) uit de voormalige collectie Visser, waaronder werken van Anselm Kiefer, Richard Long en Ellsworth Kelly. In 2005 werd een legaat, bestaande uit 28 werken en diverse correspondentie, uit de nalatenschap van Rudi van Deventer (zoon van de museumdirecteur tijdens de oorlogsjaren) aanvaard.
Ook zijn er werken van onder anderen: 
- Hans Baldung Grien
- Rudolf Belling
- Umberto Boccioni
- Constantin Brâncuşi
- Pieter Claesz
- Lucas Cranach de Oude
- Theo van Doesburg
- Jean Dubuffet
- James Ensor
- Juan Gris
- Barbara Hepworth
- Isaac Israëls
- Bart van der Leck
- Fernand Léger
- Marino Marini
- Piet Mondriaan
- Claude Monet
- Pablo Picasso
- Odilon Redon
- Auguste Renoir
- Kurt Schwitters
- Georges Seurat
- Paul Signac
- Charley Toorop
- Jan Toorop
- Herman de Vries
- Jan Adam Zandleven

### Afbeeldingen

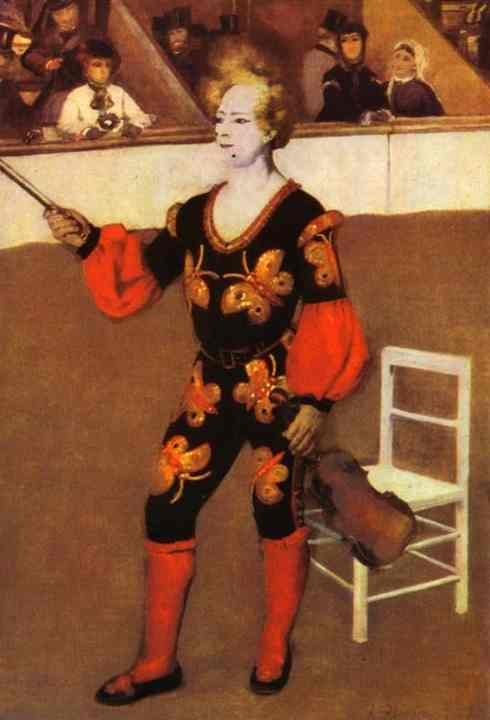
De clown, van Pierre-Auguste Renoir uit 1868
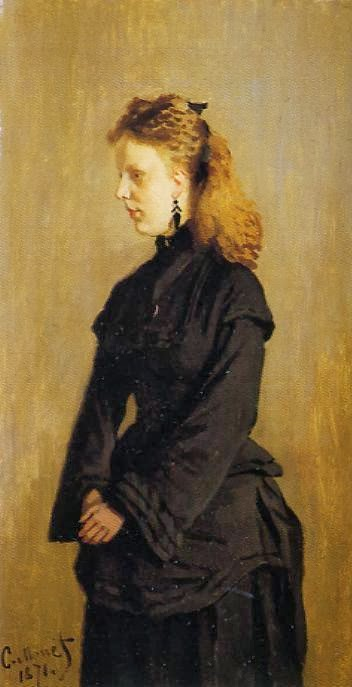
Portret van Guurtje van de Stadt door Claude Monet, 1871
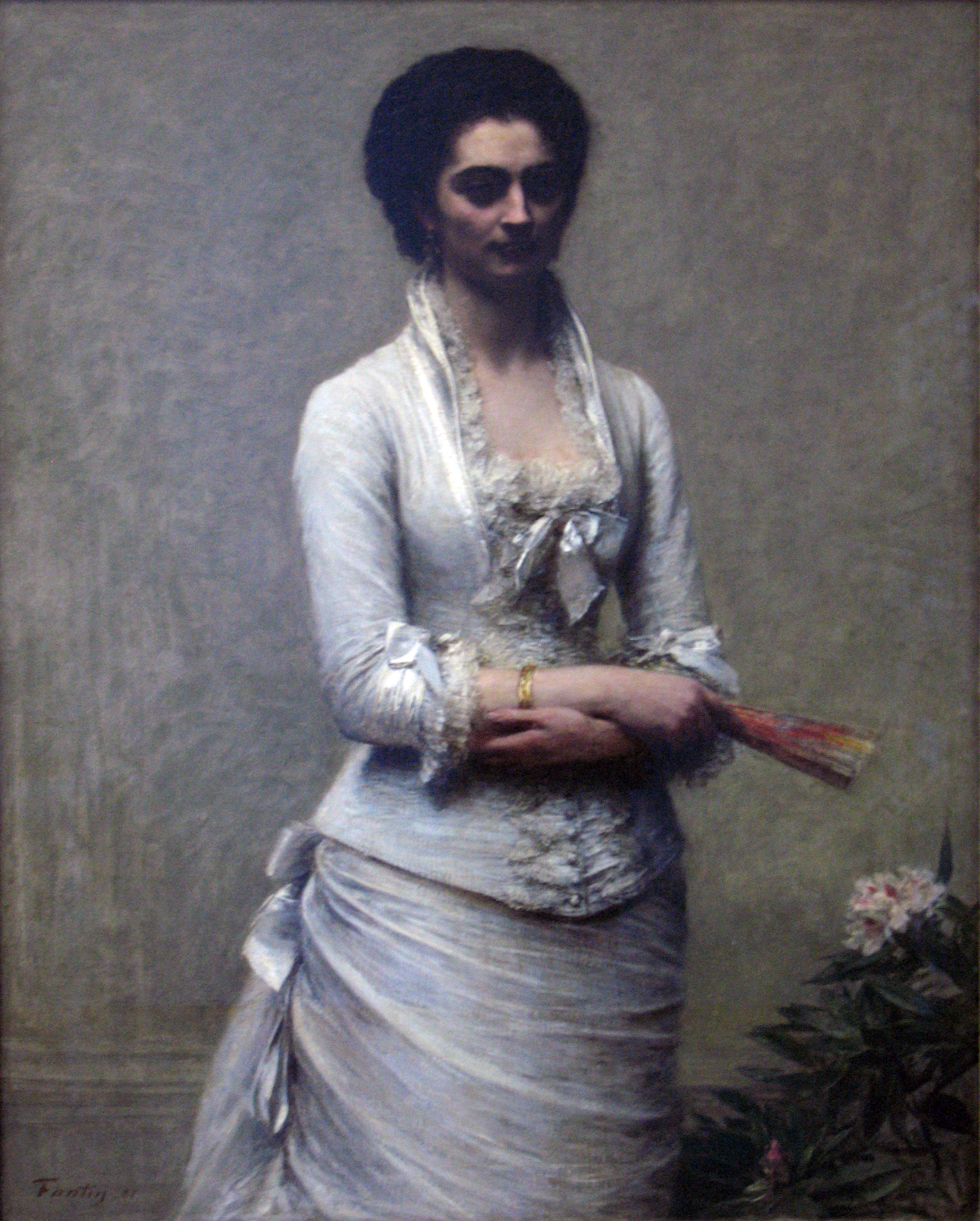
Portret van Eva Callimachi-Catargi door Henri Fantin-Latour, 1881
De aardappeleters door Vincent van Gogh, 1885
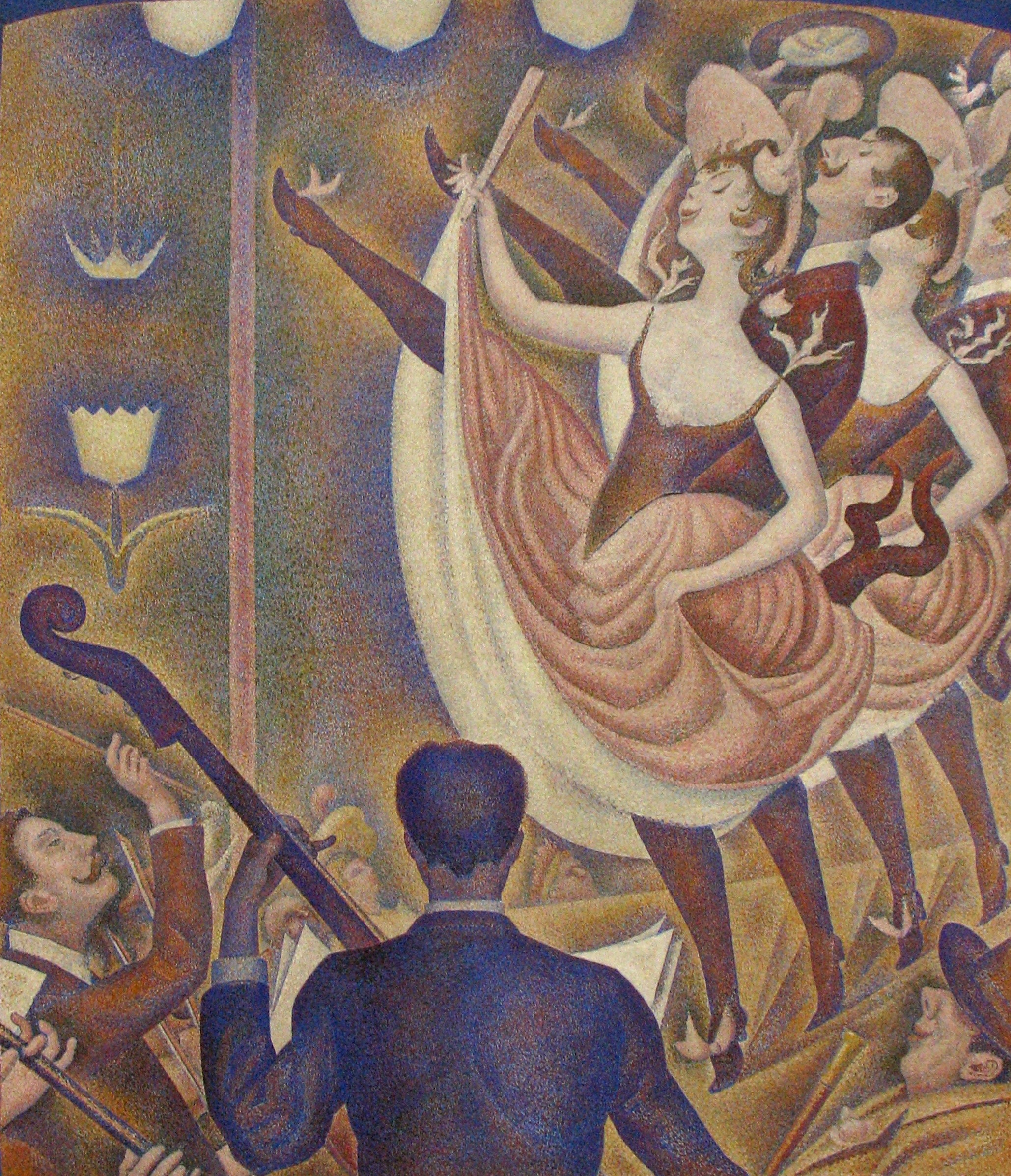
Le Chahut door Georges Seurat, 1890
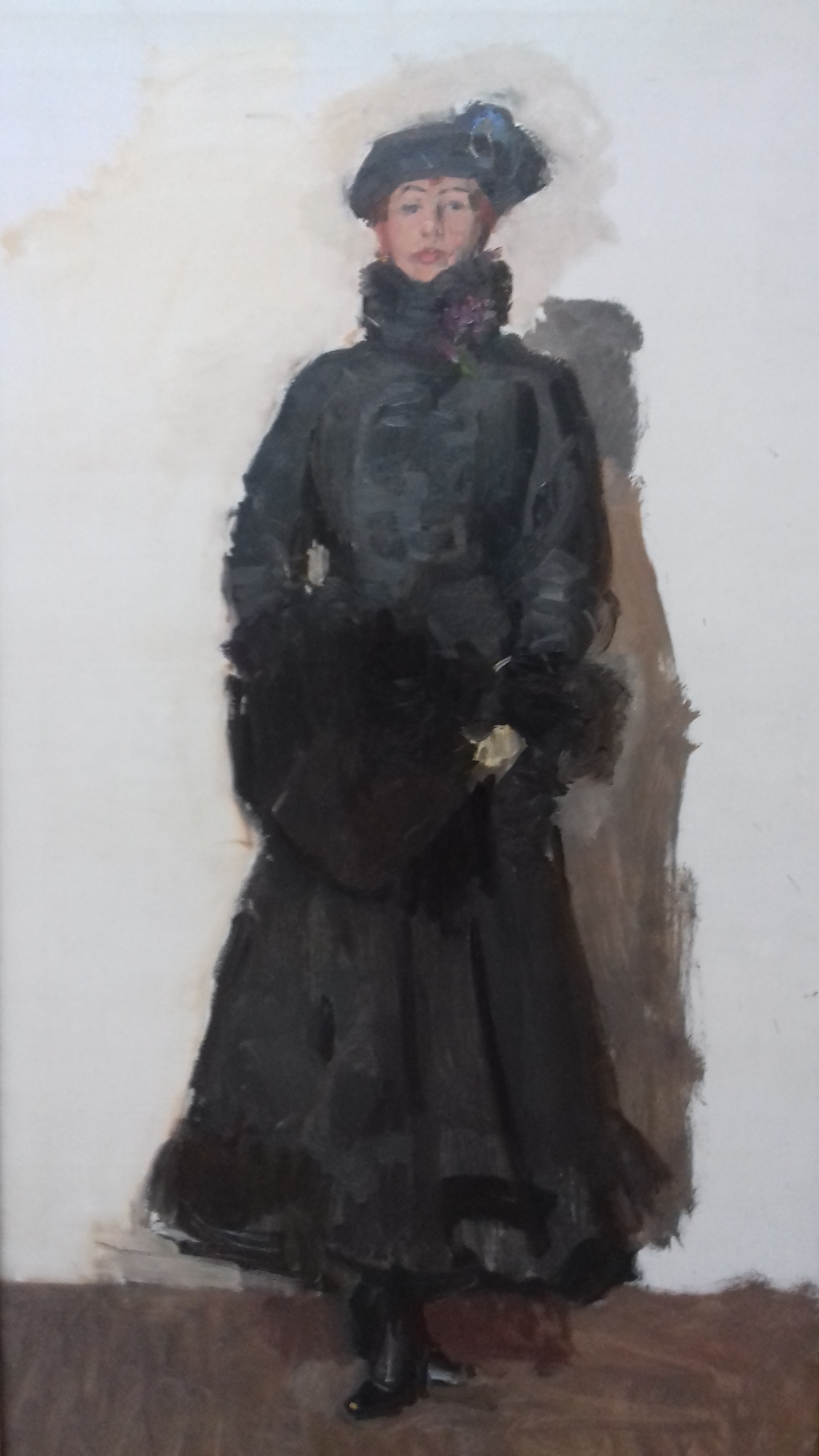
Mata Hari door Isaac Israels, 1916
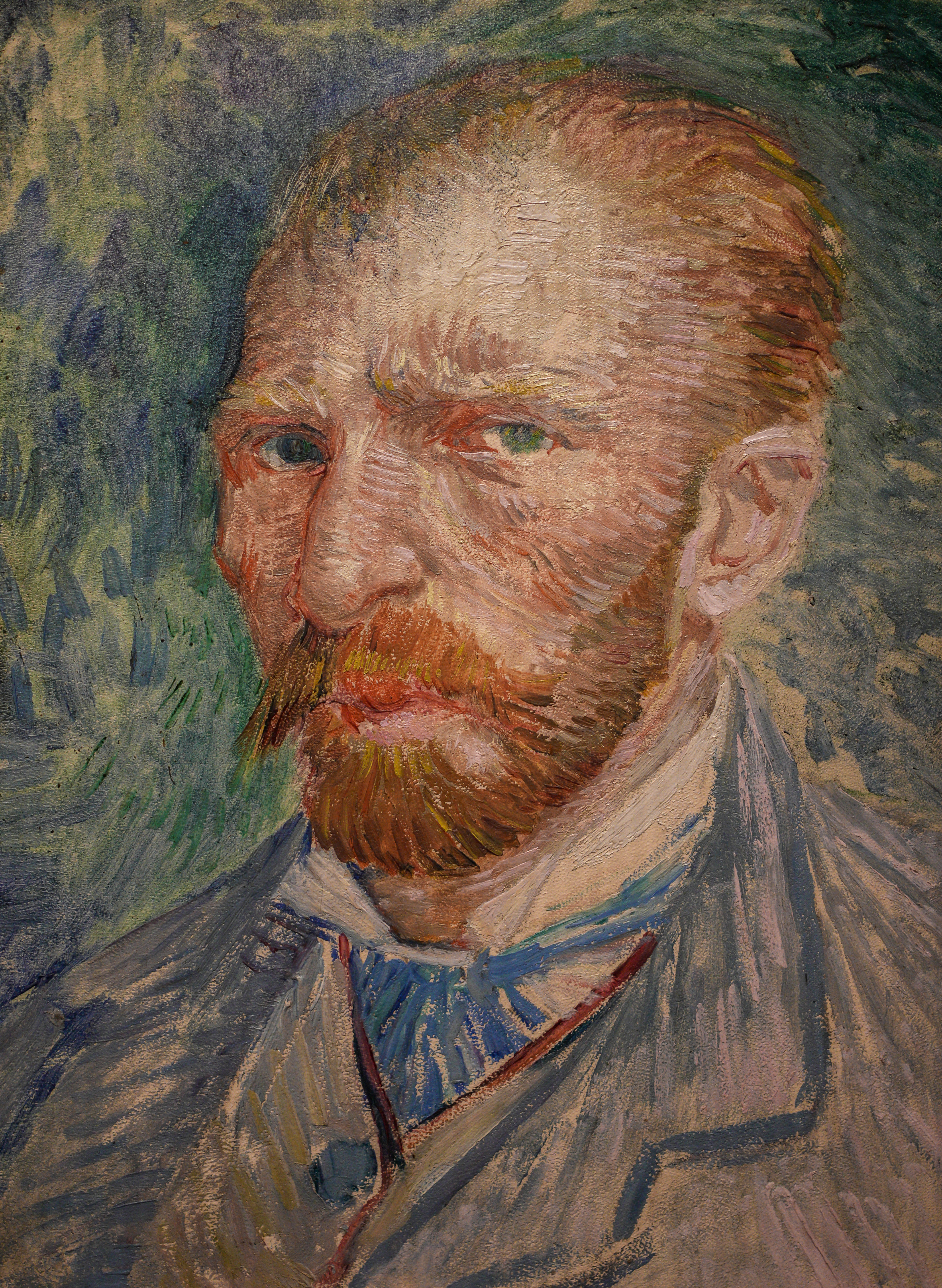
Zelfportret door Vincent van Gogh, 1887
Landschap met een trein door Paul Joseph Constantin Gabriël, 1887
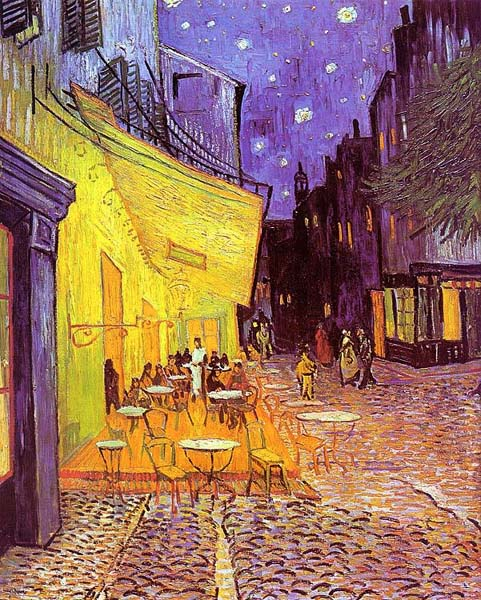
Caféterras bij nacht door Vincent van Gogh, 1888

## Beeldentuin
De beeldentuin van het Kröller-Müller Museum is met zijn 25 hectare een van de grootste en tevens een van de meest gerenommeerde beeldentuinen van Europa.